# Masalia nigrifasciata
Masalia nigrifasciata là một loài bướm đêm trong họ Noctuidae.